# 愛的魔力
《愛的魔力》（羅馬化：Mon Rak Kantrum）是一部由The ONE Enterprise發行，佩特·博拉寧與阿妮芃·查倫普拉納翁領銜主演的浪漫愛情喜劇。此劇於2024年5月17日起每週五晚間10時20分在泰國One 31台首播。

## 劇情簡介
Kan（佩特·博拉寧 飾）是曼谷一家酒吧的歌手，當他的母親打電話告訴父親遭遇事故無法再演奏小提琴時，他必須緊急返回家鄉武里南府以接替父親領導的傳統坎特魯姆樂隊。在那裡，他遇到了交往多年的前女友Motdaeng（阿妮芃·查倫普拉納翁 飾），因為兩人當初的分手並不友好，Motdaeng也不想與Kan成為朋友。
回到家後，他得知了一些新的秘密......由於新冠疫情期間缺乏工作，父親為了維持生計，不得向富有的地主Chaiyan借錢，導致自己負債累累，只有兩個月的時間找到資金償還債務。如果未能在期限內還錢，他的土地將被沒收。在他迷人的家鄉，Kan想出了一個籌集必要資金的計劃。

## 演員陣容
註：括號內的演員姓名為小名。

### 主要演員
- 佩特·博拉寧（Petch） 飾演 Kan
- 阿妮芃·查倫普拉納翁（Nat） 飾演 Motdaeng

### 其他演員
- 蒙特里·楨亞克松（Pu） 飾演 Samai

## 製作
2024年4月18日，劇組選定在上午十時的吉時，由主演佩特·博拉寧與阿妮芃·查倫普拉納翁率領劇組團隊於武里南府巴坤猜縣的孟潭寺舉行團拜祈福儀式。

## 外部連結
- MyDramaList上的《愛的魔力 （页面存档备份，存于）》（英文）